# ゴーストワールド (コミック)
『ゴーストワールド』（Ghost World）は、ダニエル・クロウズ作のグラフィックノベル作品である。クロウズによる個人アンソロジーコミックブック『エイトボール』（Eightball）第11 - 18号（1993年6月 - 1997年3月）に掲載された連作が初出である。1997年にファンタグラフィックス・ブックスから書籍化された。本作は10代の読者に歓迎され、売り上げでも作品の評価の上でも成功を収めた。2001年には同タイトルのカルト映画（ゴーストワールド）が製作された。映画の日本公開と同年に単行本の日本語版が刊行された。
本作は親友同士である二人の少女、イーニド・コールスローとレベッカ・ドッペルマイヤーの日々の生活を描いている。1990年代のはじめ、高校を卒業したばかりの二人はシニカルでインテリぶっており、互いに気の利いたセリフを言い合っている。アメリカの名もない町をあてもなくぶらついてはポップカルチャーや町の住人をこき下ろして日々を過ごしているが、この先の人生をどう過ごすか決めかねている。物語が進み、イーニドとレベッカが大人の入り口をくぐるにあたって、二人の関係は緊張をはらんだものとなり、互いに離れていってしまう。
友情や現代人の生に対する冷厳な視点が見え隠れする、救いのない作品であり、ありのままの青春を描いたことで高い評価を集めた。本作の成功を受けて2001年に公開された同題の映画は批評家から好意的な評価を受け、多くの賞にノミネートされた。その一つに、クロウズとテリー・ツワイゴフによる脚本に対するアカデミー脚色賞がある。

## 概要
本作の舞台は、ショッピングモール・ファーストフード店・スプロール化した住宅地のひしめく名前のない町である。イーニドとレベッカがひっきりなしに笑いの種にしたり、けなしたりしていることでもわかるように、この町はそれ自体が物語の中で重要な役割を持っている。話が進展するにともなって、背景は劇的に変化していく。二人は「ゴーストワールド」という言葉がガレージドア・標識・看板などに落書きされているのを何度も見かけるが、作中ではその理由は明らかにされない。映画版の特典映像では、いたるところに進出しているフランチャイズチェーンが町の個別性を侵害していることを表すとされている。あるいは、二人、特にイーニドが過去に囚われていることを指しているともとれる。
本作には幅広い評論が寄せられた。
十代の日常・人間関係・現代社会の退廃に対する本作の洞察は多くの評論家から賞賛されたが、作品としてまとまっていない、不健全だとして批判する声もあった。
J・D・サリンジャーの『ライ麦畑でつかまえて』（1950）と並べて評されることもあった。
ヴィレッジ・ヴォイス誌の評によると、「クロウズは若者の不安を力強く、的確に描き出している。その手際はかつてサリンジャーが『ライ麦畑で捕まえて』で行ったことに匹敵する」。ガーディアン紙は本作の作画と視覚表現を「鮮やかな絵筆で描かれており、物語は巧妙で説得力を持っている。十代の日常を描いた傑作」と賞賛している。またタイム誌は本作を「間違いなく歴史に残る」とした。

## あらすじ
1990年代、知的でシニカルな二人の少女、イーニド・コールスロー（元々の姓はコーンだが、彼女が生まれる前に父親が改名した）とレベッカ・ドッペルマイヤー（ベッキー）は親友同士である。
高校を卒業したばかりの二人は、アメリカの名もない町をあてもなくぶらついてはポップカルチャーや住人をこき下ろして日々を過ごしているが、この先の人生をどう過ごすか決めかねている。
二人は異性に惹かれるが、実は自分たちがレズビアンかもしれないという考えを抱いて不安がることもある。
固かった彼らの友情は、物語が進み、イーニドが大学進学のため町を離れようとすることで緊張をはらんだものとなる。
物静かな青年ジョシュは二人の友人で、いつもからかいの的になっているが、実は二人ともジョシュに惹かれており、三角関係の構図にあることが徐々に明らかになってくる。
物語の一節に作者クロウズ（作中ではデビッド・クロウズ）がカメオ出演している。イーニドが憧れ、心酔している漫画家だが、実際に会ってみると不気味な外見で「変質者みたいだった」という役回りである。
本作はイーニドとレベッカの別離で結末を迎える。口では「またいつか会おうね」と言い交わすものの、かつては当たり前にあった親密さは失われていた。レベッカはジョシュと付き合いはじめ、普通の人生を歩みだしたように見える。反対にイーニドは大学入試に失敗し、社会に適応できないまま、独りで町を離れて新しい生活を始めることになる。

## 登場人物

### イーニド・コールスロー
直情径行、シニカルで毒舌な主人公。深い考えを持たず気楽な生活をおくっており、出会う人を片端からけなしてまわる。親友のレベッカ・ドッペルマイヤーとともにハイスクールを卒業したばかりの18歳。単に自分の楽しみのため、他人に悪ふざけをするのが趣味。いつもその被害者になっている元同級生のジョシュをベッドに誘ったことがある。
クロウズはイーニドについてこう語っている。「最初はイドだけで生きているキャラクターのつもりだった……でも途中で気づいたんだけど、僕が若かった頃より口数が多いのを別にすれば、イーニドは僕と同じ混乱と自己不信や自己認識の問題を抱えている。僕はいまだに抜け出せないでいる。あっちは18歳で僕は39なのにね！」
結末でイーニドがどういう運命を迎えたかは作中に描写されていない。明らかなのは、レベッカと別れたあと、荷物をまとめてバスで町を離れたところまでである。
2002年のインタビューにおいて、クロウズとツワイゴフ監督は映画版のエンディングが自殺の隠喩なのかどうか尋ねられた。クロウズは以下のように答えた。「そういう読み方もあり得るね。なぜそうなるか僕自身はわからないんだけど。初めてその解釈を聞かされたとき、僕は『何だって？ 君おかしいんじゃない？ 何言ってるの？』と言ってしまったよ。でも、同じことを言ってくる人が何100人もいた」
クロウズが後に描いた『プッシー！』シリーズには、イーニドがレベッカとともに老女となってカメオ登場している。プッシーは尊大で社会性に欠けるスーパーヒーローコミック作家である。彼が看取るものもなく死を迎え、老いて荒んだレベッカとイーニドが保養所に残された彼の遺品をあさるところで物語は終わっている。プッシーが隠しておいたマンガ本を見つけた二人は「どうして大人がこんなくだらないものを持ってるの？」と訝る。
イーニドの名前「Enid Coleslaw」は作者の名前「Daniel Clowes」のアナグラムである。

### レベッカ・ドッペルマイヤー
本作の第二の主人公、レベッカ・ドッペルマイヤーはイーニドの親友である。祖母と二人で介護をしながら暮らしている。イーニドよりは社会の主流に近い性格であり、イーニドが奇異な事物を好むのに対し、同世代の少女が一般に関心を持つようなものを好む。その例はティーン向けの雑誌や男性との交際である。イーニドによれば、レベッカは「痩せ型の金髪WASP」、すなわち「アメリカのミドルクラス男性全員が求める」存在である。本作の大部分でレベッカとイーニドは町をぶらつきながらお互いをからかい合っている。結末に至って青年期を脱した二人は疎遠になり、大人としての落ち着きを身につけたレベッカは、イーニドとの友情の代わりにジョシュとの交際を深めようとする。

### その他の登場人物
ジョシュ穏やかな性格のコンビニ店員。イーニドとレベッカは彼に対してそれぞれ違う時期に恋愛感情を持つ。
メローラ元クラスメートで人気者の明るいがんばりや。イーニドとレベッカの行く先々にひょっこりと現れる。
ボブ・スキーツ占星術師。作中で言われるところでは「キモいドン・ノッツみたいなやつ」。
ウーミ体が弱いレベッカの祖母。レベッカと暮らしている。
ノーマンベンチに座って決して来ないバスを待ち続ける老人。
イーニドの父柔弱な男性。
キャロルイーニドの三番目の義母。離婚していたが、再びイーニドの前に現れる。
アレンイーニドが「ウィアード・アル」とあだ名をつけた男性。Hubba Hubba（映画ではWowsville）という1950年代スタイルのレストランで働くウェイター。
ジョン・エリス主人公たちの知り合い。よく顔を合わせるが、二人には嫌われている。ナチ・シリアルキラー・児童ポルノ・銃器・サーカスの奇形・拷問・スナッフフィルムなどなど、ステレオタイプなほど「不健全」、「反社会的」なものに執着している。『破壊』と題するミニコミを発行しており、この種の題材についての記事を載せている。
猿人ジョニー以前はヘロイン中毒のパンクロッカーだったが、今はビジネスマンを目指している。主人公たちの間では、イーニドの父の車にスプレーで「アナーキー」と落書きした奴、で通っている。
ナオミ主人公たちのクラスメートで、イーニドによると、メローラと並んで「アメリカの若きジャップども」。イーニドにとって気の置けない友人であるらしく、彼女に最初の性体験の話をする。
アレン・ウェンステインイーニドの初体験の相手。裕福な両親への反抗としてマリファナを吸い、レゲエを聴き、カウンターカルチャーに関心を持っている。
サタニストの男女行きつけのレストラン「エンジェル」でイーニドが見かけた客。実際にはサタニストかどうかわからないが、（男性がアントン・ラヴェイに似ているためか）イーニドの想像の中ではそうなっている。二人が晴れた日に日除けとして傘を差すことをイーニドは馬鹿にする。

## 歴史
作者ダニエル・クロウズが本作の構想を立てたのは90年代初頭のことである。
作品内容の多くは作者の経験を元にしている。例えばクロウズはロサンゼルスからサンフランシスコに移り住んでいるが、物語の舞台となる都市はこの両者の景観を組み合わせたものだと語っている。この作品は全体が年代順に描かれたわけではない。クロウズは1993年9月9日にゴーストワールドのライティングを始めたが、第一章に取り組んでいる時は連作にする予定はなかったという。
作者クロウズは、好奇心旺盛な二人の少女が中年男性の情事を付け回す映画『マリアンの友だち』から本作の着想の一部を得たと認めている。本作ではイーニドとレベッカが「サタニスト」や霊能者ボブ・スキーツをはじめとする近隣の変人たちに好奇心を向ける。
ゴーストワールドというタイトルの由来について頭を悩ます読者は多いが、クロウズによると、シカゴの住居近くで見た壁の落書きから取ったものである。作中には（雑誌『サッシー』など）時代が1990年代だということを強調する描写が多いが、これは意図的なものだという。一過性の文化を記録にとどめることによって『ライ麦畑で捕まえて』が一つの時代、一つの場所に深く根ざしていることを見習ったものである。
それまで「エイトボール」誌で奇怪な題材ばかりを扱っていた作者にとって、本作は新しい方向性を拓いた作品となった。インタビューでの発言によると、十代の少女を主人公にした理由の一つは、筆者のシニカルな意見を代弁させても作者がしゃべっているような印象を与えずにすむからだという。

## ゴーストワールドの作画
クロウズが本作の彩色に薄い青を使用した理由は、たそがれ時、どの家のリビングもテレビの幽霊めいた青い光に満たされている中で家路に就く感覚を再現したかったのだという。オリジナルと書籍版の間で多くの描き直しが行われた。大きな変更点の一つとして、前半のレベッカの顔は後半の絵に合わせて描き直されている。

### コミックブック版とグラフィックノベル版の相違点
『エイトボール』誌に掲載されたオリジナル版は二色カラーである。前半は黒とダークブルー、後半は黒とやや明るい色合いの青、最後の2章は黒とライトグリーンが使われている。一冊にまとめられたグラフィックノベル版では、全編がライトグリーンと黒の配色で印刷されている。意図せぬ例外として、『エイトボール』第16号に掲載された章は印刷ミスにより青ではなくオレンジ色のトーンで印刷された。初出時のミスを忠実に再現した再録本『ザ・コンプリート・エイトボール』（ISBN 1606997572）では、クロウズは「なぜそんなことが起こったかいまだに不明だ」と述べている。
本作のキャラクターデザインはオリジナル版の連載中に大きく変化した。キャラクターの顔はこぎれいでシンプルなものになったが、これは作者の全般的なアートスタイルの変化による。本作以前から彼のトレードマークであった細かく描きこんだ顔の描き方は、この時期によりシンプルなデザインへと変化した。ジョン・エリスというキャラクターについて見てみると、オリジナルのコミック版では顔に陰やクロスハッチングが描かれていたが、書籍版ではよりシンプルで整理されたデザインになっている。目を引くもう一つの例は、第一章2ページ目のレベッカが雑誌を読んでいるコマである。オリジナルのコミック版では、レベッカの目と顎には陰がつけられ、髪は肩まで伸び、顔をしかめている。グラフィックノベル版ではこのコマは描き直されており、レベッカの容貌はより柔和で明るくなっている。このコマをはじめ、第一話に登場するイーニドの外見も手直しがされている。
グラフィックノベル版には5枚のイラストが描き下ろされ、コピーライト・目次・献辞などの前付ページに使われている。どのイラストも物語がはじまる以前に起こった出来事の図で、主人公二人が高校の卒業式に出席したり、墓参りをしている場面などが描かれている。後者はレベッカの両親（レベッカは祖母と住んでいるが、両親については作中で一度も言及されていない）もしくはイーニドの母（同じく作中に登場しない）の墓だと考えられる。卒業式で角帽礼服姿の二人が並び、イーニドが中指を立てている構図は映画版にも取り入れられた。
本作以前に描かれた作品『ライク・ア・ベルベット・グラブ・キャスト・イン・アイアン』（邦訳版 ISBN 4903090000）と同様に、本作はグラフィックノベルとして書籍化される際に章題と目次が追加された。

## 映画版
本作は2001年に同タイトルで映画化された。監督テリー・ツワイゴフはアンダーグラウンド・コミックスの作家ロバート・クラムのドキュメンタリー映画でも知られる。イーニド役はソーラ・バーチ、レベッカ役はスカーレット・ヨハンソン、ジョシュ役はブラッド・レンフロ。またスティーヴ・ブシェミが演じたシーモアは、原作に登場するボブ・スキーツ、「アゴヒゲのウィンドブレーカー」、ジョシュの要素を組み合わせたキャラクターである。

## 関連商品とスピンオフ作品
本作の関連商品とスピンオフ作品は数多く作成され、現在でも販売しているものもある。その一例は、三種類あるイーニドの人形である。ファンタグラフィックスから発売されている人形の一つには、クロウズによるイーニドのアートワークや、コミックに登場した小物（イーニドがポルノ店で買ったマスクなど）がついてくる。残る二種は、エイトボール誌に登場した『リトル・イーニド』、ブードゥー人形に似たスタイルのイーニドとレベッカのペア人形である。
2008年、クロウズはファンタグラフィックスから『ゴーストワールド』スペシャルエディション（ISBN 978-1-56097-890-9）を出版した。同書にはオリジナルのグラフィックノベルと映画脚本に加え、コンセプトアート、手稿、海外版カバー、関連商品用イラスト、クロウズとソフィー・クラムおよび映画キャストによるアートワークなど、「初収録のエフェメラ」が多数収められていた。

## 関連作品
エイミー・マンのアルバム『バチェラーNo.2』に収録された曲「ゴースト・ワールド」は本作に影響を受けている。

## 書誌情報

### 英語版書籍
- 1997 - Ghost World, Daniel Clowes (ISBN 1-56097-280-7), Fantagraphics – Hardcover
- 2001 - Ghost World, Daniel Clowes (ISBN 1-56097-427-3 ), Fantagraphics - Paperback
- 2007 - Ghost World, New Edition, Daniel Clowes (ISBN 0-22406-088-0), Vintage/Ebury - Paperback
- 2008 - Ghost World: The Special Edition, Daniel Clowes (ISBN 1-56097-890-2), Fantagraphics - Hardcover

### 邦訳版書籍
- 2001 - 『ゴーストワールド 日本語版』ダニエル・クロウズ（著）、峯岸康隆（編）、PRESSPOP LAB （訳）、山田祐史（訳）（ISBN 978-4990081201）、PRESSPOP GALLERY
- 2011 - 『ゴーストワールド』ダニエル・クロウズ（著）、山田祐史（訳）、PRESSPOP LAB （訳）（ISBN 978-4-903090-27-6）、Prespop inc. － ソフトカバー
- 2011 - 『ゴーストワールド・限定版』ダニエル・クロウズ（著）、山田祐史（訳）、PRESSPOP LAB （訳）（ISBN 978-4-903090-27-6）、Prespop inc. － ハードカバー